# 島津忠秀 (越前家)
島津 忠秀（しまづ ただひで）は、鎌倉時代末期から南北朝時代にかけての武将・歌人。宇宿氏、宇留氏、信濃島津氏赤沼家の祖。

## 生涯
信濃国赤沼郷に地頭職を有し、諏訪大社の御射山祭の頭役も務めた。元弘3年（1333年）5月7日、足利高氏が六波羅探題を攻撃した際には、六波羅探題方の将として太政官庁・神泉苑周辺を守る（『太平記』巻第九）。六波羅探題滅亡後は室町幕府に帰順したと考えられ、康永4年（1345年）、天龍寺供養の際に導師夢窓疎石の天蓋の執綱を務めた「島津常陸前司」（『同』巻第二十四）も忠秀と考えられる（杉本雅人『越前島津氏－その事歴と系譜』第6章）。
祖父・島津忠景、父・忠宗と同じく和歌の才に恵まれ、『続千載和歌集』、『続後拾遺和歌集』に入集。『武家百人一首』にも採歌されている。

## 作品
- いにしへの　野中の清水くまねども　思ひ出てぞ袖ぬらしける　（『続千載和歌集』雑下・『武家百人一首』）